# Musée du Framont
Installé dans une ancienne forge, le Musée du Framont créé par l'Alsace Club 2 CV, et situé sur la route départementale 392 qui mène au col du Donon, entre Schirmeck et Grandfontaine, regroupe une collection de 2 CV et modèles dérivés, ainsi qu'une réserve de pièces mécaniques à la disposition des collectionneurs.
Parmi les véhicules, on trouve l'insolite voiture de pompiers (une 2 CV), qui fut longtemps en service à Bettendorf, ou encore une Méhari montée sur chenilles.

## Photos

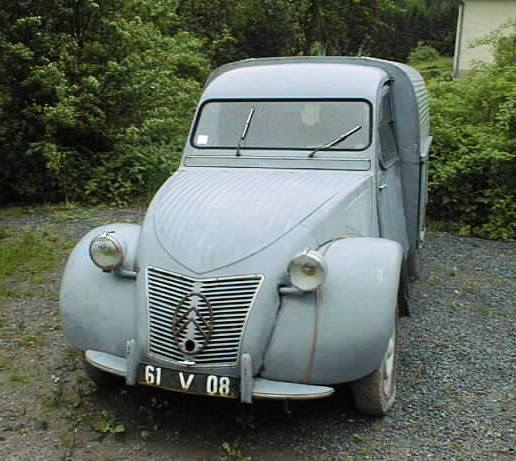
Véhicule exposé au musée du Framont.
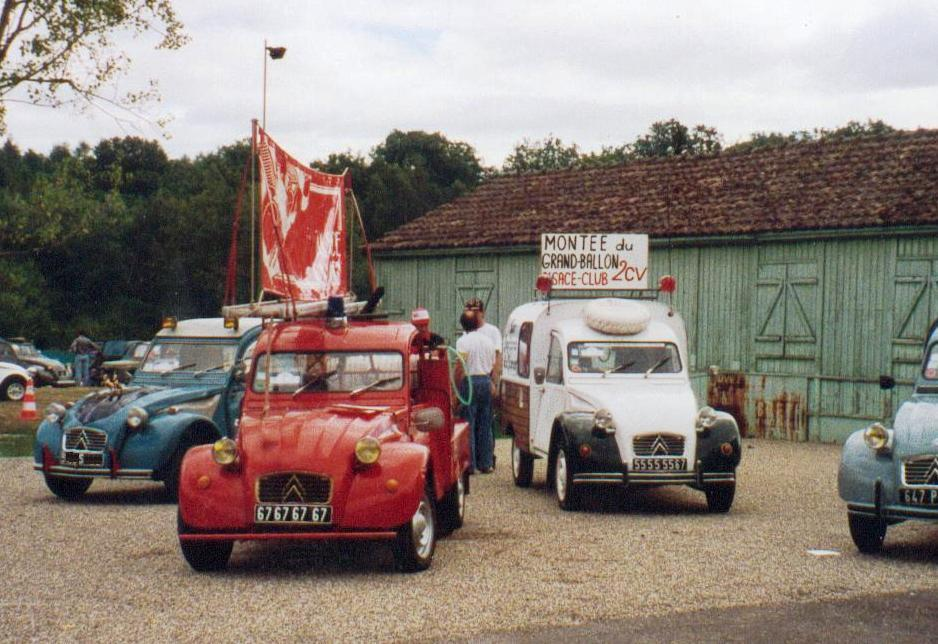
Le véhicule emblème du musée.